# Pseudorhynchus flavescens
Pseudorhynchus flavescens är en insektsart som först beskrevs av Jean Guillaume Audinet Serville 1831.  Pseudorhynchus flavescens ingår i släktet Pseudorhynchus och familjen vårtbitare. Inga underarter finns listade i Catalogue of Life.